# Oswaldo Payá
Oswaldo Payá Sardiñas (ur. 29 lutego 1952 w Hawanie, zm. 22 lipca 2012) – polityk, postrzegany jako najbardziej znany dysydent kubański. W mediach znany jako Osvaldo Payá.
Urodzony w rodzinie katolickiej. W młodości nie poddał się presji i nigdy nie wstąpił do Komunistycznej Partii Kuby ani do żadnej z rozlicznych młodzieżówek. W wieku lat 16 powołany do wojska, gdzie był sądzony za odmowę udziału w transporcie więźniów politycznych i skazany na ciężkie roboty na Isla de la Juventud (do 1978 znana jako Isla de Pinos). Jako chrześcijanin twierdził, że jego kara była spowodowana odmową wyparcia się swoich przekonań religijnych. Z wykształcenia inżynier, żonaty, z trójką dzieci.
Jeden z założycieli Projektu Varela, działacz na rzecz liberalizacji prawa kubańskiego. W przeciwieństwie do innych kubańskich dysydentów, konsekwentnie odmawiał pomocy ze strony USA i był przeciwnikiem embarga nałożonego przez rząd USA na Kubę, twierdząc jednocześnie, że cofnięcie embarga mimo wszystko nie rozwiąże wszystkich problemów kubańskiej gospodarki.
Mimo swojej działalności politycznej był tolerowany na Kubie, w kilku przypadkach zezwolono mu nawet na podróże zagraniczne. Mimo to Payá przyznawał, że zarówno on, jak i jego rodzina, byli regularnie zastraszani.
Laureat Nagrody Sacharowa w 2002 roku. 22 lipca 2012 zginął w wypadku samochodowym.